# Ксенія, кохана дружина Федора
«Ксенія, кохана дружина Федора» (рос. «Ксения, любимая жена Фёдора») — радянський художній фільм, знятий у 1974 році кінорежисером Віталієм Мельниковим.

## Сюжет
Чоловік і дружина протягом п'ятнадцяти років моталися по будівництвах і очікували власне житло. Нарешті сім'ї дають окрему квартиру, Ксенія вагітна. Однак з'являються нові проблеми.

## У ролях
- Алла Мещерякова —  Ксенія Андріївна Іванова
- Станіслав Любшин —  Федір Петров
- Лев Дуров —  виконроб Сидоров
- Людмила Зайцева —  Валентина
- Василь Меркур'єв —  начальник відділу кадрів
- Азат Шеренц —  Сурен, водій
- Володимир Татосов —  Кондратьєв
- Лоренц Арушанян —  кореспондент
- Армен Хостікян —  епізод
- Олег Бєлов —  робітник в їдальні
- Кіра Крейліс-Петрова —  епізод

## Знімальна група
- Режисер-постановник:  Віталій Мельников
- Сценаристи:  Олександр Гельман, Тетяна Калецька
- Оператор-постановник:  Юрій Векслер
- Художниці-постановниці:  Белла Маневич-Каплан, Римма Нарінян
- Композитор:  Олег Каравайчук